# Religia na Ukrainie

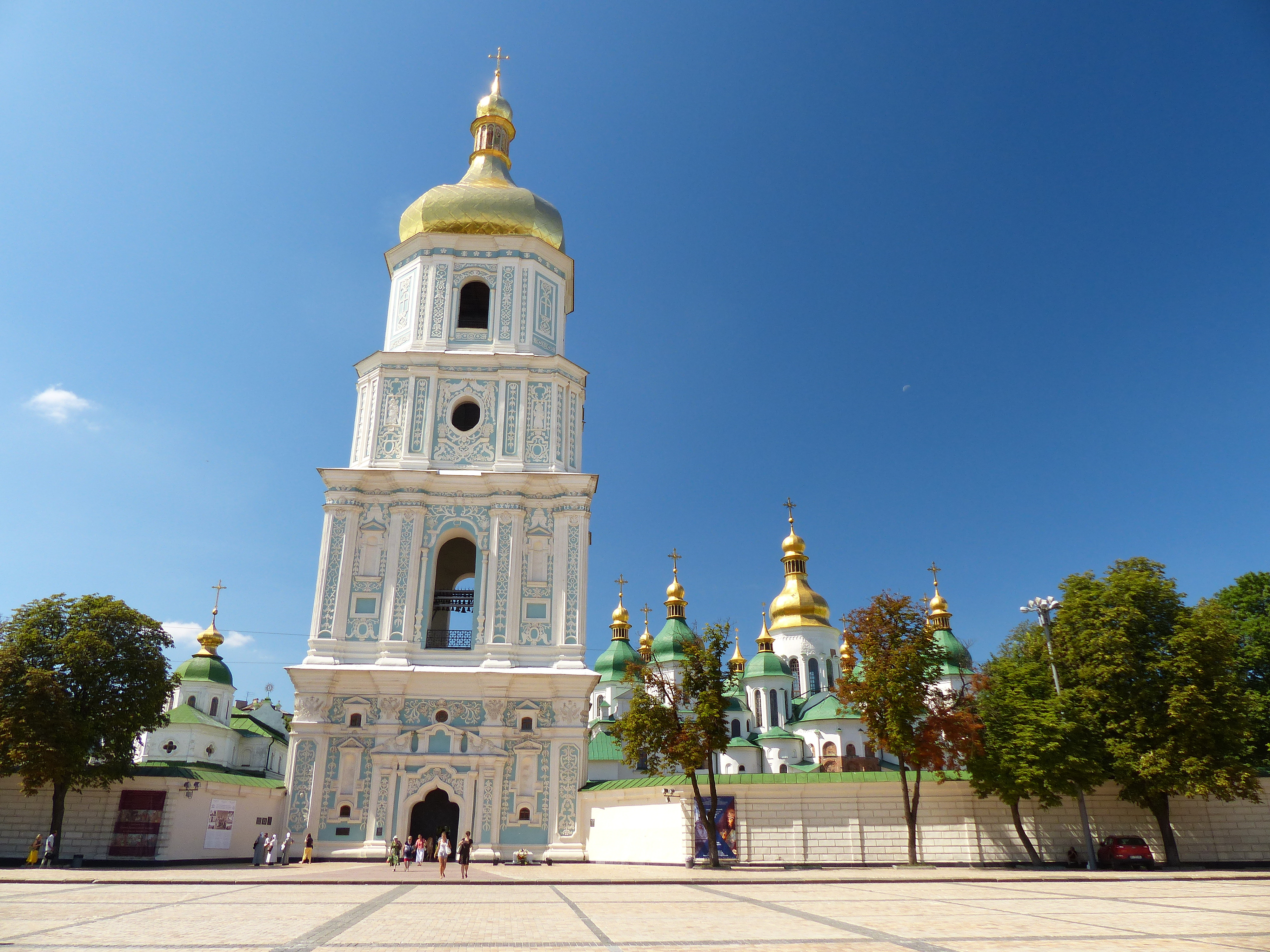
Sobór Mądrości Bożej w Kijowie

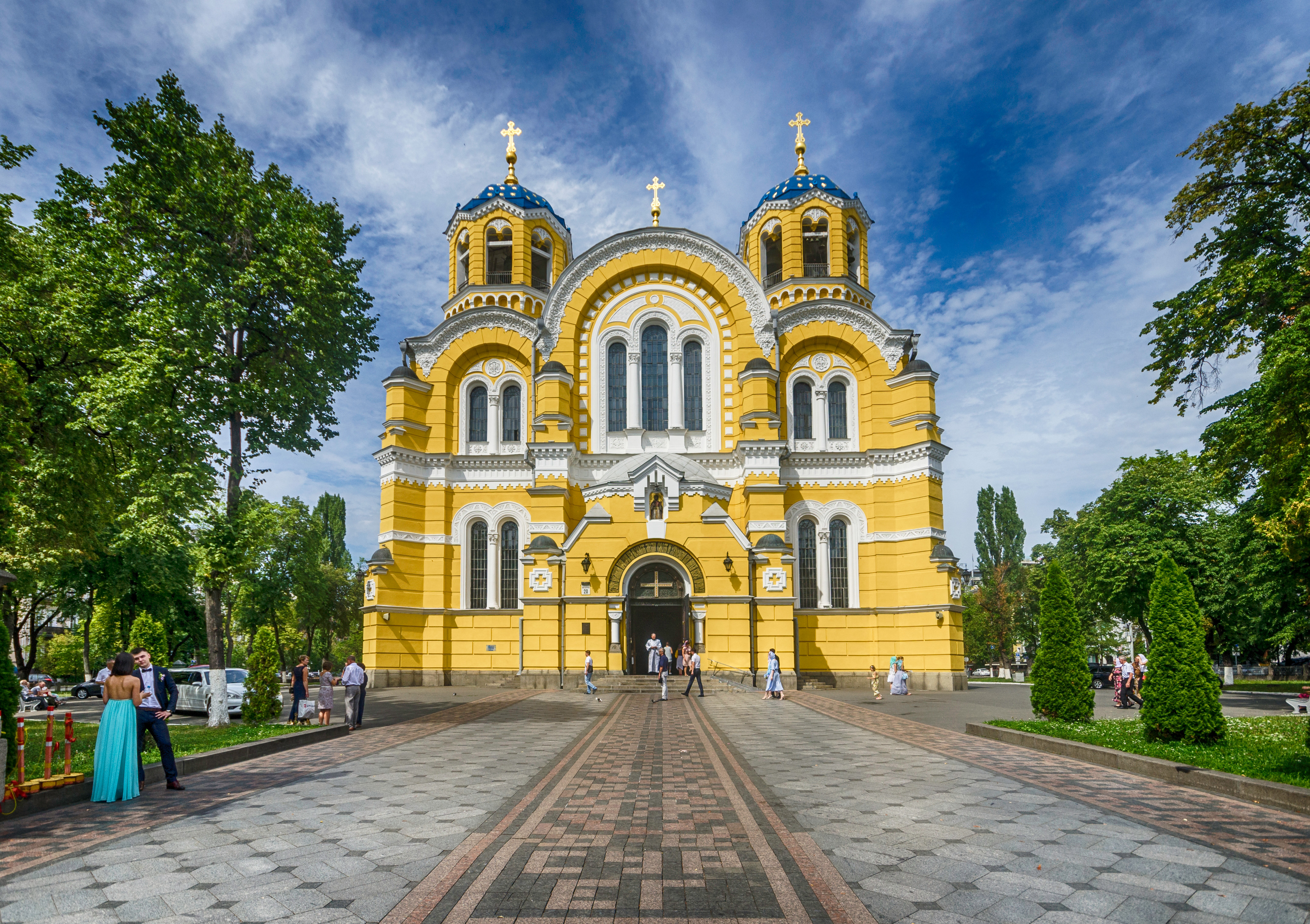
Sobór św. Włodzimierza w Kijowie

Na Ukrainie wolność wyznania gwarantowana jest przez konstytucję i ustawy.
Według statystyk z 2011 roku istnieje 55 organizacji religijnych na Ukrainie. Według Operation World 61,1% ludności to prawosławni. Nie wyznający żadnej religii stanowią 19,5%. Największą mniejszością religijną są grekokatolicy (8,5%), którzy w zdecydowanej większości zamieszkują zachodnią część kraju. Do Kościoła rzymskokatolickiego należy 1,7% ludności, najwięcej w zachodniej i środkowej części kraju. Na Ukrainie działa także wiele wyznań protestanckich, największymi są baptyści i zielonoświątkowcy. Inne wspólnoty protestanckie to adwentyści dnia siódmego, luteranie, anglikanie, kalwini, metodyści i prezbiterianie. Większość z nich zrzeszona jest w ramach Wszechukraińskiej Rady Kościołów i Organizacji Religijnych.
Rząd i niezależne ośrodki analityczne szacują, że w kraju jest ok. 500 tys. wyznawców islamu (ponad 1% ludności).
Według danych rządowych z 2001 r. jest 103,6 tys. Żydów, jednak niektórzy lokalni przywódcy żydowscy szacowali 370 tys. wyznawców. Według danych z 2016 roku zostało jedynie 56 tys. wyznawców judaizmu.
W wyniku soboru zjednoczeniowego, który obradował w dniu 15 grudnia 2018 w Soborze Mądrości Bożej (Sofijskim) w Kijowie, duchowni Ukraińskiego Kościoła Prawosławnego Patriarchatu Kijowskiego, wespół z duchownymi Ukraińskiego Autokefalicznego Kościoła Prawosławnego oraz częścią duchownych Ukraińskiego Kościoła Prawosławnego Patriarchatu Moskiewskiego, powołali Kościół Prawosławny Ukrainy, a Ukraiński Kościół Prawosławny Patriarchatu Kijowskiego i Ukraiński Autokefaliczny Kościół Prawosławny rozwiązały się.

## Statystyki
Według danych sondażowych w 2015: Ukraiński Kościół Prawosławny Patriarchatu Kijowskiego 44,2%; Ukraiński Kościół Prawosławny Patriarchatu Moskiewskiego 20,8%; Ukraiński Autokefaliczny Kościół Prawosławny 2,4%; Kościół katolicki obrządku bizantyjsko-ukraińskiego (grekokatolicy) 11%, Kościół rzymskokatolicki 1%; protestanci i Świadkowie Jehowy 2,5%; judaizm 0,1%, ateiści 9,5% (sondaż nie objął Krymu i ługańskiej republiki separatystycznej).
Dane Operation World z 2010 roku:
| Religie/kościoły                                         | Liczba wiernych | Procent ludności |
| -------------------------------------------------------- | --------------- | ---------------- |
| Ukraiński Kościół Prawosławny Patriarchatu Moskiewskiego | 23 100 000      | 50,8%            |
| Ukraiński Kościół Prawosławny Patriarchatu Kijowskiego   | 4 000 000       | 8,8%             |
| Kościół katolicki obrządku bizantyjsko-ukraińskiego      | 3 850 000       | 8,5%             |
| Kościół rzymskokatolicki                                 | 757 000         | 1,67%            |
| Autokefaliczny Kościół Prawosławny                       | 639 000         | 1,41%            |
| Islam                                                    | 477 051         | 1,05%            |
| Kościół Ewangelicznych Chrześcijan Baptystów             | 452 000         | 0,99%            |
| Kościół Starowierczy                                     | 415 000         | 0,91%            |
| Ewangeliczna Unia Zielonoświątkowa                       | 374 400         | 0,82%            |
| Świadkowie Jehowy                                        | 150 000         | 0,33%            |
| Judaizm                                                  | 136 300         | 0,3%             |